# La Guirlande merveilleuse
 (juillet 2025).
Pour plus de détails, voir Fiche technique et Distribution.
La Guirlande merveilleuse est un film de Georges Méliès sorti en 1903 au début du cinéma muet.

## Synopsis
Un Seigneur habillé à la mode du XVIIe siècle, présente des tours de magie avec deux assistantes, dont un cerceau qu'il transforme en lune blanche et brillante. Un diable fou crève le papier de cette lune. À la fin du numéro, il replonge dans le cercle dans un nuage de fumée.